# 通用電氣F404

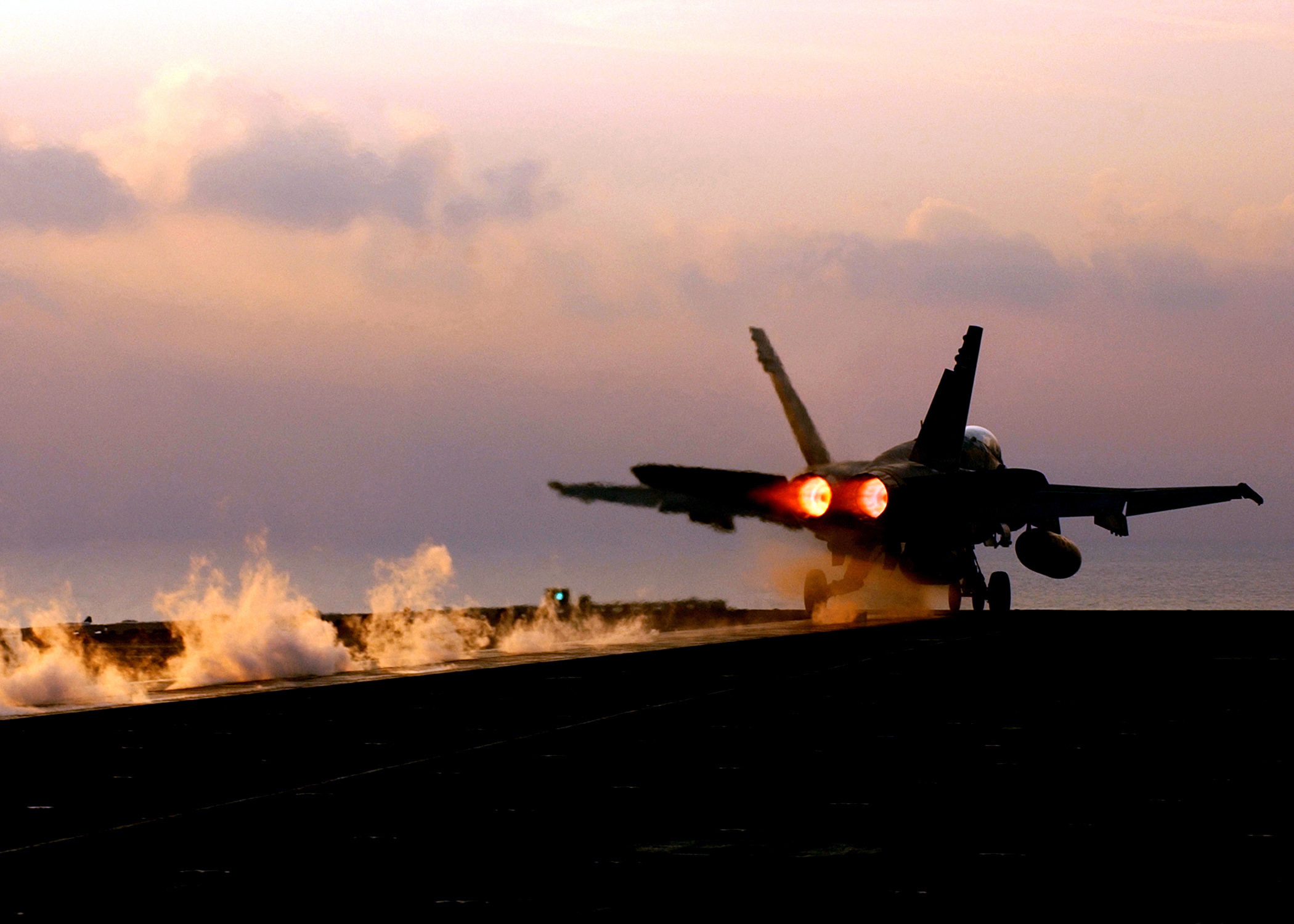
F/A-18系列是主要用戶

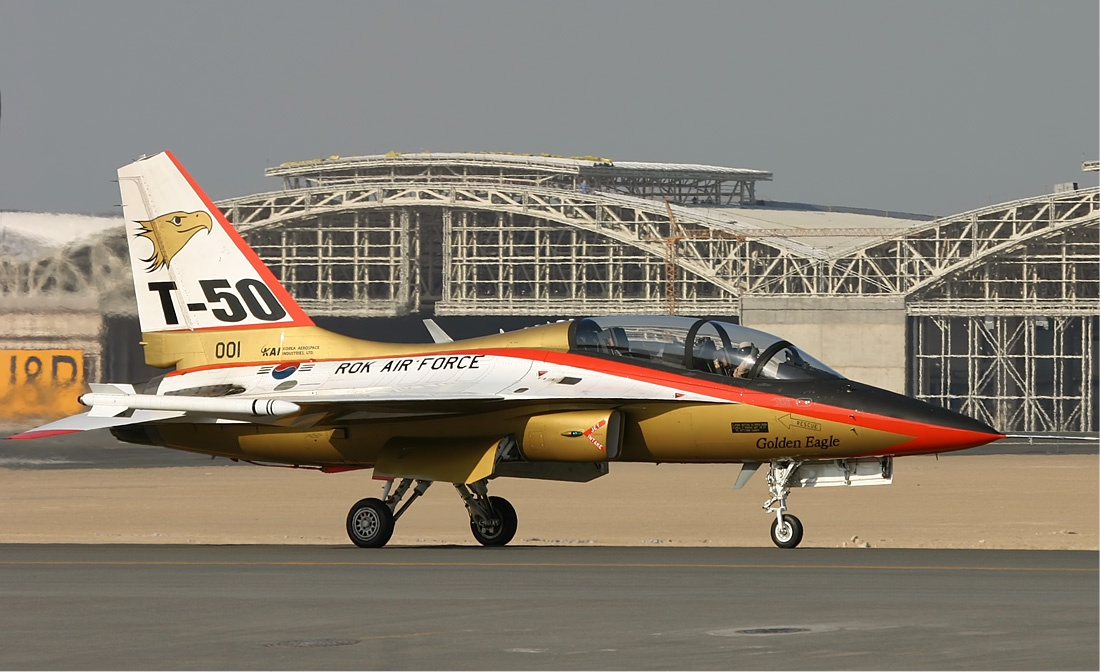
也有外銷韓國裝配於T-50教練機

F404渦輪扇發動機（General Electric F404）為通用電氣（General Electric）公司中與F412和RM12發動機為同一族系的有後燃器之渦輪扇發動機，淨推力（static thrust）為10,500-19,000磅（85 kN）級，伙伴廠商為富豪航空（Volvo Aero）公司（製造RM12發動機）。F404發動機進一步發展成更大型的F412發動機和F414發動機，一款燃氣渦輪發動機：奇異LM1600燃氣渦輪發動機，以及一款實驗型發動機：民用通用電氣 GE36 渦輪槳扇發動機（Propfan）。

## F404的發展
奇異（GE）在F-15及YF-16的引擎競爭中輸給普惠的F100發動機後不久，就為了F-18計畫開發出F404發動機。其主要基礎來自提供給YF-17的YJ101發動機，配合旁通比從0.2提高到0.34以提升燃油效率，反映了軍方對可靠度和經濟性的要求。
在本型發動機的發展過程中，美國海軍明訂其需求順序如下：
1. 可操縱性（Operability）
2. 可靠性（Reliability）和可維護性（maintainability）
3. 所需經費（Cost）
4. 性能表現（Performance）
5. 重量（Weight）

有鑑於F404發動機成功的發展經驗，美國空軍要求奇異（GE）公司發展一種適用於F-16戰隼（Fighting Falcon）式戰鬥機和F-15鷹（Eagle）式戰鬥機動力來源的F404衍生型發動機，作為普惠（Pratt & Whitney）公司F100渦輪扇發動機的備選方案，即是使用F101發動機核心的F110發動機。奇異公司隨後推出F404-GE-402發動機，提供瑞士作為所訂購的F/A-18A/B大黃蜂式打擊戰鬥機動力來源，稍後也被美國海軍選為後期型F/A-18C/D大黃蜂式打擊戰鬥機的動力來源。

## RM12的發展
富豪航空公司（Volvo Aero）決定以F404發動機為基礎進行改良，各方面的飛行表現比原F404發動機為佳，同時更具備抵抗鳥擊、冰雹和外物損害（FOD）的能力，以增加單具發動機使用時的安全係數（因為JAS-39只裝用1具發動機）。
60%的引擎部件由奇異公司產製，再船運至瑞典做最後組裝。其餘的部件，如風扇葉片、壓縮器軸心和全部的後燃器組件等，則是由該公司在瑞典本地設計製造。
本型發動機最大後燃推力和軍用推力分別是80.5 kN和54 kN。

## F412的發展
奇異公司利用F404發動機發展出F412-GE-400無後燃器型渦輪扇發動機，作為A-12復仇者Ⅱ（Avenger Ⅱ）式攻擊機的動力來源。A-12的發展計畫被取消後，F412發動機並未因此停止發展，反而更進一步研發成F414渦輪扇發動機，作為F/A-18E/F超級大黃蜂（Super Hornet）式打擊戰鬥機的動力來源。
相較於F404發動機，F412發動機的風扇直徑加大，使進氣量由每秒65公斤提升至70公斤，而旁通比由0.2提高至0.8。受惠於美國空軍推動的改良性能發動機（Increased Performance Engine, IPE）發展計畫，F412得以裝用第二代發動機核心段（Core II），容許更多氣流的導入，並提高渦輪的進氣溫度（提高攝氏111度）。

## 採用的飛機
F404
- F/A-18大黃蜂式打擊戰鬥機
- X-45
- 飆風戰鬥機原型機
- X-29
- F-117夜鷹戰鬥攻擊機
- T-50金鷹式高級教練機
- FA-50戰鬥攻擊機
- A/TA-4SU超級天鷹式攻擊機
- F-20虎鯊戰鬥機
- A-6F入侵者二式攻擊機
- X-31（英语：Rockwell-MBB X-31）
- 光輝戰鬥機
- 幻影鰩無人機
- T-7紅鷹教練機
- 噴射自由鳥

RM12
- JAS 39獅鷲戰鬥機

## 性能（F404-GE-402）

### 一般特徵
- 類型：有後燃器渦輪扇發動機
- 全長：154吋（3,912公釐）
- 直徑：35吋（889公釐）
- 淨重：2,282磅（1,036公斤）

### 組成部件
- 壓縮器：軸流式壓縮器，3級扇葉（fan）和7個壓縮段（compressor stages）
- 旁通比（Bypass ratio）：0.34：1
- 渦輪：1個低壓和1個高壓

### 表現
- 推力：
  - 軍用推力：11,000磅（48.9 kN）
  - 後燃推力：17,700磅（78.7 kN）
- 總壓縮比：26：1
- 燃料消耗量：
  - 軍用推力：0.81 lb/(lbf·h)（82.6 kg/(kN·h)）
  - 全後燃推力：1.74 lb/(lbf·h)（177.5 kg/(kN·h)）
- 推力重量比（Thrust-to-weight ratio）：7.8：1（76.0 N/kg）

#### 相關開發
- F414

#### 相似引擎
- 渦扇-13
- RD-33
- Snecma M88（英语：Snecma M88）

## 外部連結
- GEAE F404
- Volvo Aero RM12
- F404 page on GlobalSecurity.org（页面存档备份，存于）